# Uaguia
Uaguia (Uaigia, Uagia) ist ein osttimoresischer Ort und Suco im Verwaltungsamt Ossu (Gemeinde Viqueque).

## Geographie
Uaguia liegt östlich des Zentrums des Verwaltungsamts Ossu. Mit der Gebietsreform 2015 gab der Suco große Teile seines Territoriums östlich des Flusses Cuha an den Suco Ossorua ab, inklusive der Orte Dasarai, Raimuti Uatumanutuco und Uaitutumata. Dafür kam der Ort Muami vom Suco Ossu de Cima zu Uaguia, zusammen mit einem Gebiet, westlich des Cuhas bis zum Nebenfluss Calmalulo. Die Fläche Uaguias schrumpfte von 18,20 km². auf 7,51 km².
Die Westgrenze bildet nun der Suco Ossu de Cima, nördlich liegt der Suco Uabubo und im Südwesten Ossorua. Am Ufer des Cuha liegen die Dörfer Luhabere und Dolibuti (Dulibuti, Doli Puti). Hier gibt es eine Grundschule.
Trotz der Verkleinerung des Sucos 2015 blieben alle sechs Aldeias bei Uaguia. Dies sind: Dasarai (Dassarai), Dolibuti, Luhabere, Manulari, Uaitutumata und Uatumanutuco.

## Einwohner
In Uaguia leben 579 Einwohner (2022), davon sind 295 Männer und 284 Frauen. Im Suco gibt es 117 Haushalte. Über 99 % der Einwohner geben Makasae als ihre Muttersprache an. Nur kleine Minderheiten sprechen Tetum Terik oder Sa'ane.

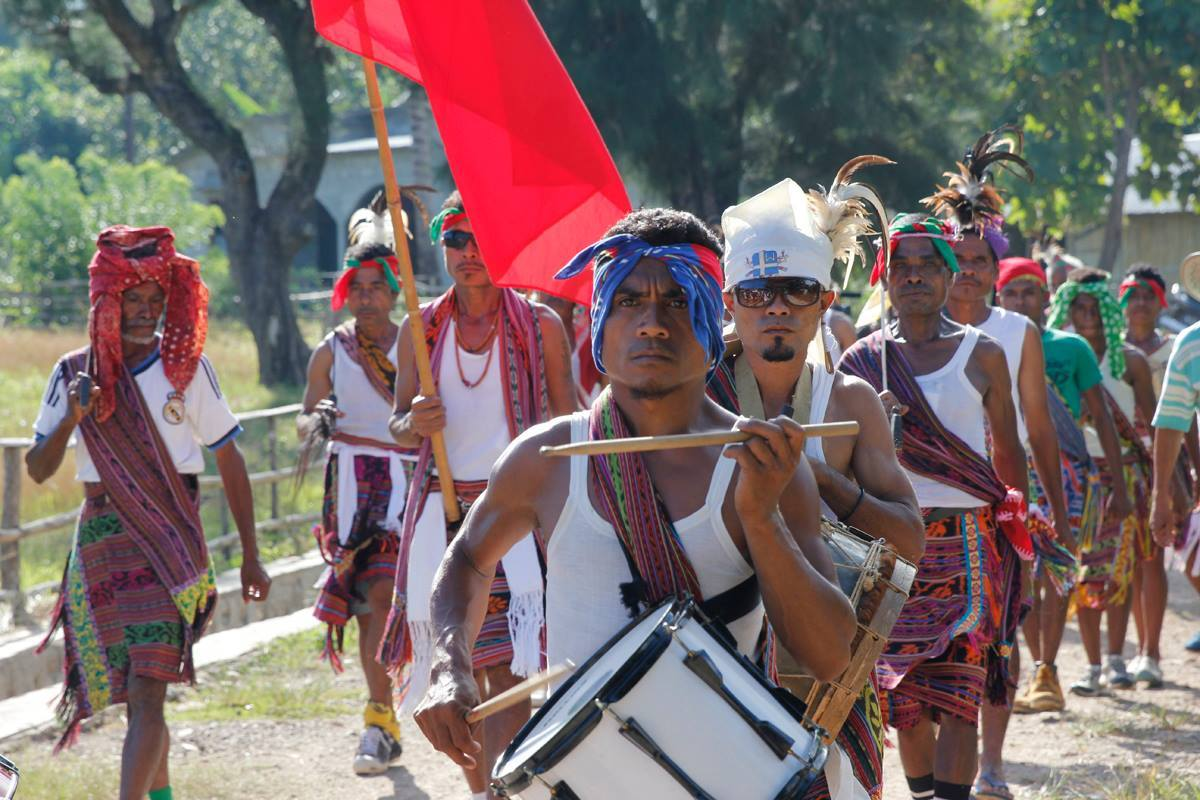
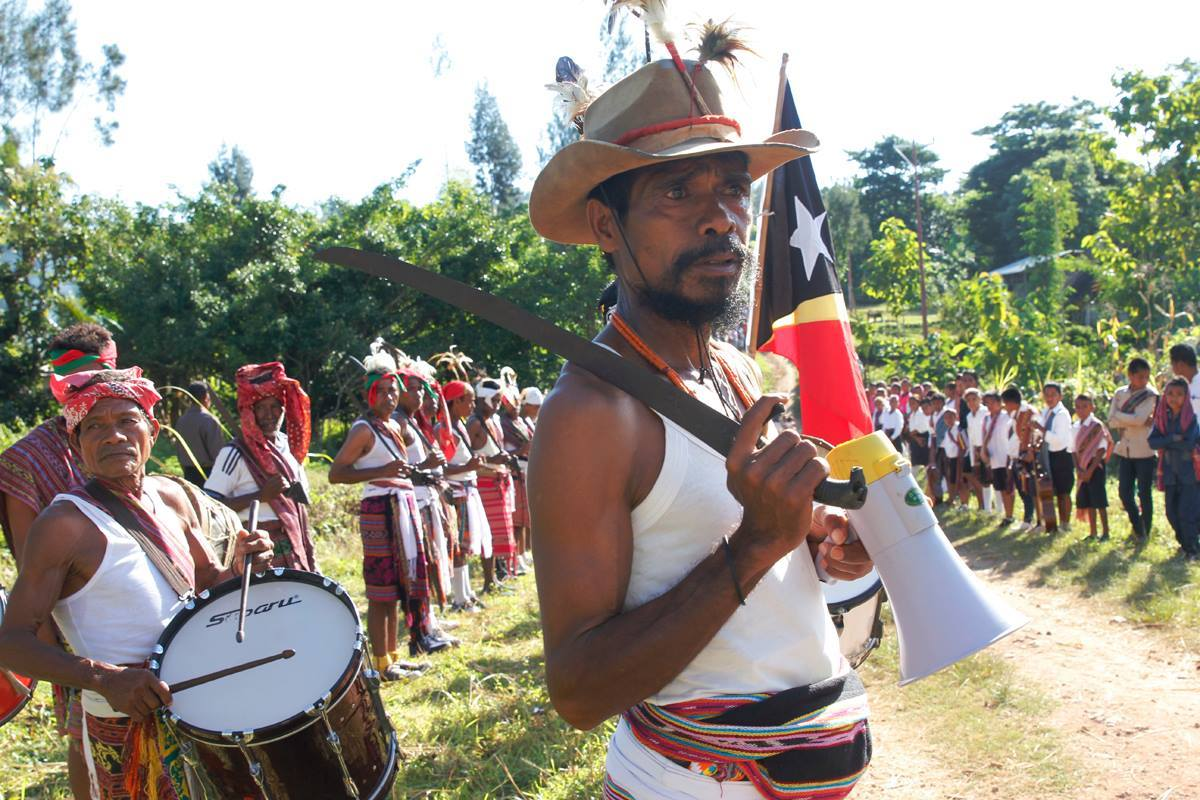

## Geschichte
1976 verließen Gaspar Reis, der Liurai von Uaguia, und seine Leute das Flüchtlingslager, das unter der Kontrolle der FRETILIN war und ergaben sich im Ort Ossu den indonesischen Invasoren.

## Politik

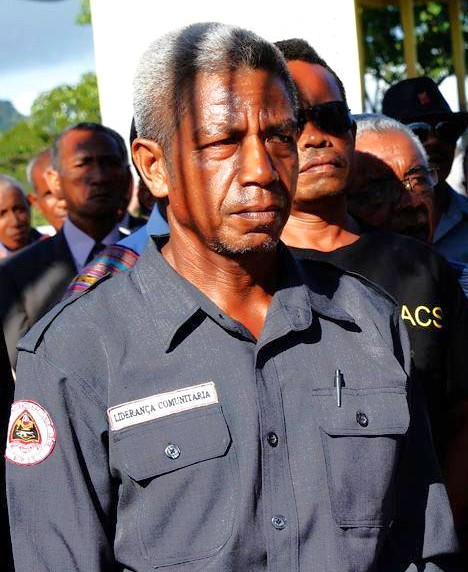
Aquelis Ximenes Guterres (2016)

Bei den Wahlen von 2004/2005 wurde Aquelis Ximenes Guterres zum Chefe de Suco gewählt und 2009 und 2016 in seinem Amt bestätigt.